# Litky (przystanek kolejowy)
Litky (ukr. Літки) – przystanek kolejowy w pobliżu miejscowości Litky, w rejonie chmielnickim, w obwodzie chmielnickim, na Ukrainie. Położony jest na linii Odessa – Lwów.